# Ostrowie (obwód brzeski)
Ostrowie (biał. Астроўе, Astrouje; ros. Островье, Ostrowje) – wieś na Białorusi, w obwodzie brzeskim, w rejonie małoryckim, w sielsowiecie Czerniany.

## Historia
W lutym 1860 r. zmarł Witalis Szujski, pozostawiając majątek w Ostrowiu i Zabawie Romualdowi Trauguttowi, dla którego był ciotecznym dziadkiem i ojcem chrzestnym. Traugutt osiadł tutaj po ślubie z Antoniną Kościuszkówną 13 czerwca 1860 roku i gospodarzył do wybuchu powstania styczniowego. 
W dwudziestoleciu międzywojennym kolonia leżąca w Polsce, w województwie poleskim, w powiecie kobryńskim, w gminie Nowosiółki. W 1921 kolonia liczyła 36 mieszkańców, w tym 23 Polaków i 13 Rusinów. 31 mieszkańców było wyznania prawosławnego i 5 rzymskokatolickiego.
Po II wojnie światowej w granicach Związku Sowieckiego. Od 1991 w niepodległej Białorusi.
Na miejscu zniszczonego folwarku znajduje się pomnik postawiony w 2003 roku.